# Habenaria amboinensis
Habenaria amboinensis är en orkidéart som beskrevs av Johannes Jacobus Smith. Habenaria amboinensis ingår i släktet Habenaria och familjen orkidéer. Inga underarter finns listade i Catalogue of Life.